# Labarrus hoabinhensis
Labarrus hoabinhensis är en skalbaggsart som beskrevs av Vladimir Balthasar 1946. Labarrus hoabinhensis ingår i släktet Labarrus och familjen Aphodiidae. Inga underarter finns listade i Catalogue of Life.